# Trichocerapoda
Trichocerapoda là một chi bướm đêm thuộc họ Noctuidae.

## Các loài
- Trichocerapoda comstocki Benjamin, 1932
- Trichocerapoda harbisoni Mustelin, 2006
- Trichocerapoda oblita (Grote, 1877)
- Trichocerapoda oceanis Robertson & Mustelin, 2006
- Trichocerapoda strigata (Smith, 1891)